# Daniele De Paoli
Daniele De Paoli es un ex ciclista profesional italiano nacido el 6 de diciembre de 1973 en Pavía. Fue profesional entre 1997 y 2006.
Daniele De Paoli comenzó su carrera profesional en 1997 con el equipo de Ros Mary. Ocupó el octavo lugar en el Giro de Italia en 1998 y el mismo puesto en 1999. Durante el Giro de Italia 2001, se le incautaron sustancias prohibidas. La federación italiana de ciclismo le condenó en 2002 a una suspensión de 6 meses desde el 11 de febrero de 2001. En 2002, fue arrestado en posesión de productos prohibidos y suspendido por su equipo Alessio. De Paoli anunció entonces el final de su carrera. Después de retirarse de la competición durante dos años, se unió al conjunto LPR en 2005, con el que corrió las últimas dos temporadas, ganando el Giro del Mendrisiotto.

## Palmarés
1996
- 2 etapas de la Vuelta a Lieja

2000
- Giro de los Abruzzos

2001
- 1 etapa de la Volta a Cataluña
- 3º en el Campeonato de Italia en Ruta

2006
- Giro del Mendrisiotto

## Resultados en Grandes Vueltas y Campeonatos del Mundo
| Carrera         | 1997 | 1998 | 1999 | 2000 | 2001 | 2002 | 2003 | 2004 | 2005 | 2006 |
| --------------- | ---- | ---- | ---- | ---- | ---- | ---- | ---- | ---- | ---- | ---- |
| Giro de Italia  | 29º  | 8º   | 8º   | 36º  | 21º  | 32.º | -    | -    | -    | -    |
| Tour de Francia | -    | -    | -    | -    | -    | -    | -    | -    | -    | -    |
| Vuelta a España | -    | -    | Ab.  | -    | Ab.  | -    | -    | -    | -    | -    |
| Mundial en Ruta | -    | -    | -    | -    | -    | -    | -    | -    | -    | -    |

-: no participa

Ab.: abandono

## Equipos
- Ros Mary (1997-1998)
- Amica Chips (1999)
- Mercatone Uno (2000-2001)
- Alessio (2002)
- LPR (2005-2006)